# Góra Cmentarna
Góra Cmentarna (357 m n.p.m.) – wzgórze dominujące nad Gorlicami. Nazwa pochodzi od znajdującego się na szczycie cmentarza wojennego nr 91 z I wojny światowej.

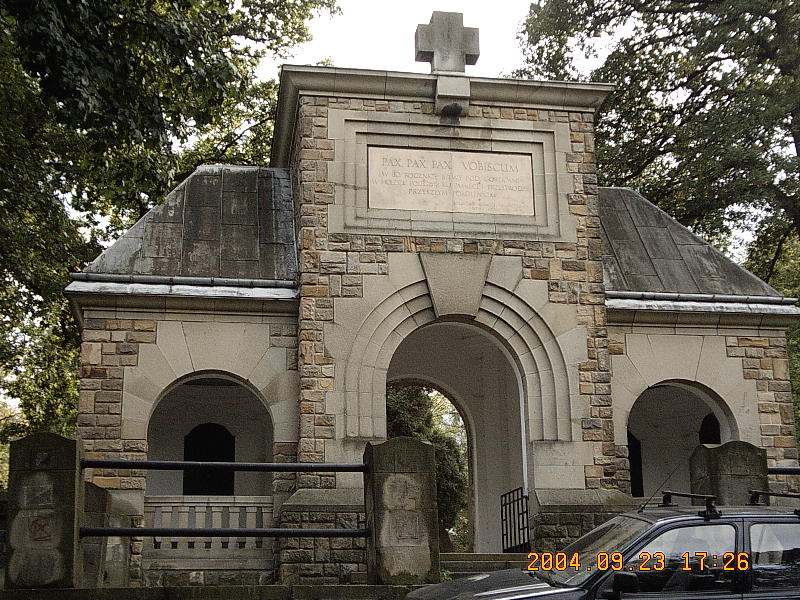
Cmentarz z I wojny światowej na Górze Cmentarnej

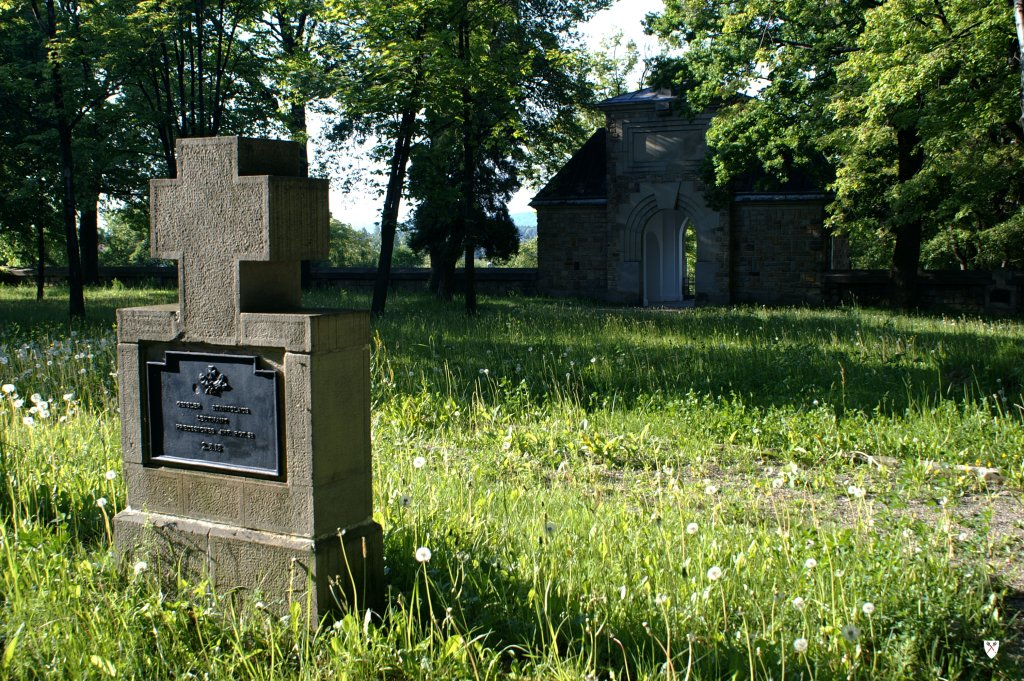

## Cmentarz nr 91
Cmentarz z I wojny światowej według projektu Emila Ladewiga, na którym znajdują się groby indywidualne i zbiorowe żołnierzy armii austro-węgierskiej (425 grobów), niemieckich (140 grobów) i rosyjskiej (287 grobów). We wszystkich tych trzech armiach walczyli Polacy.
W latach 1961–1962 przeniesiono szczątki 61 niemieckich żołnierzy 272 pułku piechoty z likwidowanego cmentarza nr 89 przy obecnej ul. Kopernika.
Na terenie cmentarza znajdują się także puste groby z II wojny światowej; szczątki 362 żołnierzy niemieckich zostały w 1997 r. przeniesione na cmentarz wojskowy w Siemianowicach Śląskich.
Na cmentarzu znajduje się postument według projektu Gustawa Ludwiga
W 2018 roku prezydenci Rzeczypospolitej Polskiej i Republiki Słowenii dokonali odsłonięcia pomnika upamiętniającego poległych żołnierzy narodowości słoweńskiej.

## Cmentarz nr 90
Niemcy w czasie II wojny światowej zniszczyli znajdujący się na zachodnim stoku wzgórza cmentarz nr 90 z grobami 6 żołnierzy z okresu I wojny światowej wyznania mojżeszowego (4 żołnierzy austriackich i 2 rosyjskich). Dokładne miejsce mogił jest nieznane, ale znajdowały się w obrębie cmentarza żydowskiego. Dwie odnalezione macewy żołnierskie znajdują się na pobliskim kirkucie.